# AEGIS (esport)
Pour les articles homonymes, voir Aegis.
AEGIS est une équipe française d'e-sport créée le 14 février 2022 par trois streamers : Kévin « Shaunz » Ghanbarzadeh, Alexis « DrFeelgood » Rodrigues et Xavier « mistermv » Dang. Ils sont présents sur Teamfight Tactics et Street Fighter 6.

## Histoire de l'équipe
Le 14 février, en direct sur la plateforme de streaming Twitch, Shaunz, DrFeelgood et mistermv annoncent leur équipe esport : AEGIS. Ils ont de nombreuses ambitions mais annoncent principalement la création d'une section Teamfight Tactics, composée de Laurent « Pas De Bol » Cidere, Arthur « Magarky » Boutin et Grégoire « Un33D » Bodin. Ils rejoindront le 1er novembre 2022 la LFL, la ligue française du jeu League of Legends, après le rachat du slot de Misfits Premier.

## Teamfight Tactics

### 2022
Le 14 février 2022, Laurent « Pas De Bol » Cidere, Arthur « Magarky » Boutin et Grégoire « Un33D » Bodin rejoignent AEGIS dans sa section Teamfight Tactics. La première compétition des joueurs sous ces couleurs sera la Rising Legends - Golden Spatula Cup #3 sur le Set 6 de TFT (Gizmos & Gadgets) où Magarky obtiendra une 8e place dans la compétition. Deux des trois joueurs accèderont à la finale du Rising Legends, où Un33D finira à la 4e. Un33D sera également qualifié au Gizmos & Gadgets Championship, opposant des joueurs du monde entier. Il obtiendra la 16e position. Sur le Set 7 (Dragonlands), PDB et Un33D joueront le PBE Clash, affrontant là aussi des joueurs du monde entier sur le PBE. Pas De Bol finira 2e de la compétition et Un33D 22e. Les trois joueurs joueront aussi la NémaCup, une compétition organisée par le streamer français Némaïdès. Pas De Bol et Un33D finiront respectivement à la 2e et la 3e position, tandis que Magarky finira 15e. L'équipe jouera également les MGG Series, que Un33D remportera. Les trois joueurs participent à la Hex League, la ligue française de TFT. Pas De Bol sera le mieux classé, avec une 2e position. Ils joueront également la Rising Legends - Golden Spatula Cup #2 du Set 7, où PDB finira 4e. Pour le second split de la Hex League, PDB et Magarky finiront respectivement 4e et 8e. Ils iront à la Lyon e-Sport 2022, durant laquelle Laurent « Pas De Bol » Cidere fera la meilleure performance des trois joueurs, avec une 6e place. La dernière compétition de l'année pour AEGIS sera la ESG Sport Star Cup, organisée par l'équipe Project Conquerors, où Arthur « Magarky » Boutin obtiendra la 1re place et Un33D la 3e position.

### 2023
Pour commencer 2023, les trois joueurs joueront la Hex League sur le Set 8 de TFT (Monsters Attack). Magarky sera le mieux positionné, avec une 4e place finale. S'ensuit la Rising Legends - Golden Spatula Cup #2 du Set 8 où Pas De Bol finira 4e. Arrive le prochain split de la Hex League, que Laurent « Pas De Bol » Cidere va remporter. Il enchaînera avec la Rising Legends - Finals, où il terminera 15e[source secondaire souhaitée]. Les trois joueurs AEGIS disputeront également la Hex League sur le Set 9 (Runeterra Reforged), où ils finiront respectivement à la 9e, 12e et 13e position. PDB jouera la troisième Golden Spatula Cup où il finira 33e. Un33d et Pas De Bol seront également de la partie au niveau de la Hex League, où ils finiront respectivement 16e et 6e de la compétition, tandis que Magarky n'avait pas réussi à revenir dans la compétition. Le 30 et 31 octobre, Aegis annonce que Grégoire « Un33D » Bodin prend sa retraite et Arthur « Magarky » Boutin quitte l'équipe[source secondaire souhaitée]. Pas De Bol participa en décembre au TFT Vegas Open, une compétition organisée par Riot Games qui se déroule à Las Vegas. PDB finira à la 64e position.

### 2024
Début 2024, AEGIS annonce l'arrivée de Corentin « Opale » Quellier dans leur section Teamfight Tactics. Il y aura également des résultats notables, avec la première place de PDB à la Fresh Cup, la troisième et la huitième place pour les deux joueurs durant la Gamers Assembly ou encore la première place au TFT Open Championship 8 de Pas De Bol. Les deux joueurs d'Aegis participeront également à l'Esports World Cup qui se déroule à Riyad, en Arabie Saoudite. Pas De Bol sera associé avec Voltariux, joueur chez Solary, L3S Coco et Enzosx, joueurs chez Gentle Mates, tandis que Opale passera par le Qualifier avec Xperion, anciennement joueur chez Solary, TarteMan, joueur pour Mihos eSport et Jedusor, joueur pour Dignity Esports. La phase de qualifications se passe correctement pour le groupe de Opale, puisqu'ils parviendront à se qualifier au Main Event et rejoindront donc l'équipe de Pas De Bol à Riyad.

### Joueur(s) actuel(s)
| \| Nat. \| Pseudo \| Nom \| Rôle \| Date d'entrée \| \| ---- \| ---------- \| ----------------- \| ------ \| --------------- \| \| \| Pas De Bol \| Laurent Cidere \| Joueur \| 14 février 2022 \| \| \| Opale \| Corentin Quellier \| Joueur \| 22 février 2024 \| \| \| Gobosteur \| Gabriel Brault \| Joueur \| 11 février 2025 \| |            |                   |        |                 |
| Nat. | Pseudo     | Nom               | Rôle   | Date d'entrée   |
| | Pas De Bol | Laurent Cidere    | Joueur | 14 février 2022 |
| | Opale      | Corentin Quellier | Joueur | 22 février 2024 |
| | Gobosteur  | Gabriel Brault    | Joueur | 11 février 2025 |

| Pseudo  | Nom            | Date d'arrivée  | Date de départ  |
| ------- | -------------- | --------------- | --------------- |
| Magarky | Arthur Boutin  | 14 février 2022 | 31 octobre 2023 |
| Un33D   | Grégoire Bodin | 14 février 2022 | 30 octobre 2023 |

## League of Legends

### Saison 2023
Le 1er novembre, AEGIS annonce l'arrivée d'une équipe League of Legends, après le rachat du slot de Misfits Premier en LFL,. Avec l'arrivée de Léo « Lounet » Maurice (Manager), en provenance de LDLC OL, l'équipe se veut ambitieuse. En recrutant tout d'abord Jérémy « Eika » Valdenaire (midlaner), venant lui aussi de chez LDLC OL, ainsi que Eren « Lot » Yıldız (toplaner), venant de chez Beşiktaş Esports en Turquie, Rudy « Skewmond » Semaan (jungler) venant de chez ViV Esports, Artjoms « Shiganari » Pervušins (AD Carry), en provenance de Unicorn of Love Sexy Edition, et Jules « Hantera » Bourgeois (support) venant de la Karmine Corp. L'équipe sera complétée par Nikola « xani » Zrinjski, anciennement Head Coach chez Misfits Premier. Le premier match d'AEGIS en LFL sera face à Vitality.Bee et sera malheureusement une défaite. Malgré tout, il faudra attendre le jour d'après pour voir la première victoire de l'équipe dans la ligue, après s'être défait de Team GO. Après six semaines de compétition, l'équipe a dû mal à s'imposer, et se trouve en 4-7, à la 7e place. Mais l'équipe se remet vite de ses mauvaises performances et parvient à remporter ses sept derniers matchs avec notamment un pentakill de Jérémy « Eika » Valdenaire (midlaner) sur Gragas. Ils finiront donc 2e de la saison régulière et se retrouvera à affronter LDLC OL. Malheureusement, l'égide ne parviendra pas à battre les renards de LDLC et devra affronter Team GO. Cette rencontre finira de la même manière que la précédente, et AEGIS obtiendra pour son premier split la 3e place, ainsi qu'un accès aux EMEA Masters. Ils se trouveront dans le groupe A des play-ins, où ils finiront en 5-1, après leurs défaites face à Geekay Esports, une équipe représentant la Arabian League, dans la phase de groupe et en tiebreaker. Ils joueront un match de qualification au Main Event face à Partizan Esports, et parviendront à s'imposer, avec notamment un pentakill de Artjoms « Shiganari » Pervušins (AD Carry) sur Sivir. La chance ne sourit pas à AEGIS, qui tombe dans un groupe difficile. Ils ne sortiront pas du groupe et terminent donc ces EMEA Masters à la 12e-13e place.
Pour le Summer Split, AEGIS n'effectuera aucun changements. Ils démarrent de la meilleure des manières, arrivant même à sept victoires d'affilée. Malheureusement, la tendance s'inverse vite pour l'égide, et ils ne renoueront avec la victoire que deux fois sur onze matchs, contre Izi Dream et Team GO. Ils seront tout de même qualifiés aux playoffs, malgré leur 5e position avec leur score de 9-9, et affronteront Team GO. Sauf que tout ne se passe pas comme prévu, et AEGIS s'inclinera 1 à 3 face à la Red Storm,. En fin d'année se tient la Banque Postale Coupe de France. AEGIS y a participé avec le même roster que durant l'année, et a affronté Lille Esport dans le second round de la compétition. Il remporte ce Bo5 3-1 et avance vers le prochain round, où ils affrontent BK ROG. Malgré le fait qu'ils se fassent mener lors des deux premiers matchs, l'équipe parvient à remonter le score à 2-2 et est sur le point d'accomplir son premier reverse sweep de son histoire. Malheureusement, les BK ROG les en empêcheront, et le bouclier terminera la compétition à la 5e-8e position. Cela est également synonyme de fin de saison pour les cinq joueurs de l'équipe.
Le 23 novembre, la structure annonce le départ de l'ensemble de ses joueurs ainsi que de l'entraîneur croate Nikola « xani » Zrinjski.

### Saison 2024
Durant une soirée AEGIS fin 2023, les fondateurs ont annoncé un effectif flambant neuf pour 2024. Ainsi, Tobiasz « Agresivoo » Ciba, Dušan « Ryuzaki » Petković, Andrija « Nafkelah » Kovačević, Gian « Hid0 » Miguel Caruana et Đai-vinh « Veignorem » Lussiez rejoignent le bouclier. Thomas « Chama » Chalmandrier devient lui Head Coach. Les trois premières semaines du nouvel effectif ont été satisfaisantes, avec trois victoires, contre Solary, Vitality.Bee et la Team du Sud, et trois défaites en six matchs. Mais les prochaines semaines seront beaucoup plus dures pour AEGIS, avec notamment des défaites durant les LFL Days à Nice contre Gentle Mates et GameWard, ou encore face à Team BDS Academy, qui leur infligera leur sixième défaite d'affilée. Malheureusement, la fin de saison ne sera pas meilleure, et l'équipe se retrouvera même avec douze défaites d'affilée,.
Afin de pallier cette mauvaise performance durant la première partie de la saison, l'équipe va se métamorphoser. Ils se sépareront de Tobiasz « Agresivoo » Ciba et de Dušan « Ryuzaki » Petković, en plus de Andrija « Nafkelah » Kovačević et Gian « Hid0 » Miguel Caruana qui deviennent inactifs, ce dernier à cause d'un souci de santé. À leur place, ils signeront Lucas « Badlulu » Piochaud, Byeon « Citrus » Ji-woong, Yoo « Naehyun » Nae-hyun et Louis « BEAN » Schmitz. Malgré un bon départ, avec une victoire face à la Team Du Sud lors de leur premier match, la saison s'annoncera très complexe. Durant le reste de la saison, l'égide n'empochera que deux victoires ; l'une face à Gentle Mates, où Andrija « Nafkelah » Kovačević était titulaire à la place de Yoo « Naehyun » Nae-hyun, et l'autre face au leader de la LFL : BDS Academy, qui n'ont eu comme défaite que cette rencontre face à Aegis. Et comme lors du Spring Split, l'équipe finira dernière de la ligue, avec un score de trois victoires pour quinze défaites. Ainsi, ils devront jouer les Up & Down face à Ici Japon Corp. et Izi Dream, afin de préserver leur place en LFL ou de descendre en Division 2. Après leur défaite et la reléguation en Division 2, Aegis annonce en octobre 2024 leur décision de suspendre les activités compétitives sur le jeu.

### Équipe
| Pseudo    | Nom                 | Rôle       | Date d'arrivée   | Date de départ   |
| --------- | ------------------- | ---------- | ---------------- | ---------------- |
| Badlulu   | Lucas Piochaud      | Toplaner   | 10 mai 2024      | 9 octobre 2024   |
| Citrus    | Byeon Ji-woong      | Jungler    | 10 mai 2024      | 9 octobre 2024   |
| Naehyun   | Yoo Nae-hyun        | Midlaner   | 10 mai 2024      | 9 octobre 2024   |
| BEAN      | Louis Schmitz       | AD Carry   | 10 mai 2024      | 9 octobre 2024   |
| Veignorem | Đai-vinh Lussiez    | Support    | 18 décembre 2023 | 9 octobre 2024   |
| Nafkelah  | Andrija Kovačević   | Midlaner   | 18 décembre 2023 | 9 octobre 2024   |
| Hid0      | Gian Miguel Caruana | AD Carry   | 18 décembre 2023 | 10 mai 2024      |
| Lot       | Eren Yıldız         | Toplaner   | 13 janvier 2023  | 23 novembre 2023 |
| SkewMond  | Rudy Semaan         | Jungle     | 13 janvier 2023  | 23 novembre 2023 |
| Eika      | Jérémy Valdenaire   | Midlane    | 13 janvier 2023  | 23 novembre 2023 |
| Shiganari | Artjoms Pervušins   | AD Carry   | 13 janvier 2023  | 23 novembre 2023 |
| Hantera   | Jules Bourgeois     | Support    | 13 janvier 2023  | 23 novembre 2023 |
| xani      | Nikola Zrinjski     | Head Coach | 13 janvier 2023  | 23 novembre 2023 |
| Agresivoo | Tobiasz Ciba        | Toplaner   | 18 décembre 2023 | 10 mai 2024      |
| Ryuzaki   | Dušan Petković      | Jungler    | 18 décembre 2023 | 10 mai 2024      |

## Street Fighter
À l'occasion de l'EVO 2023, la structure choisit d'accompagner Christ « Akainu » Onema, joueur français de Street Fighter. La collaboration entre Aegis et le joueur ne durera cependant que le temps de l'évènement,.

### 2024
Le 29 mai 2024, Mister MV annonce en live sur sa chaîne Twitch le "vrai" lancement du pôle Street Fighter chez AEGIS. La structure rectrute Nathan « Mister Crimson » Massol pour une durée de 2 ans, jusqu'en 2026. Sa première compétition ne se fera pas attendre, puisqu'il dispute la DreamHack à Dallas, aux États-Unis. Il finira malheureusement à la 33e-48e position, après sa défaite face au joueur hongkongais Rainpro. Mister Crimson participera également au PlayStation Tournaments, à Paris, qui lui a permis de se qualifier à l'EVO 2024. Le 14 juillet, il participa au MIXUP 2024 de Lyon, où il a fini à la 17e-24e place, après s'être incliné 2 à 3 face au représentant britannique EndingWalker.

### Joueur(s) actuel(s)
| \| Nat. \| Pseudo \| Nom \| Rôle \| Date d'entrée \| \| ---- \| -------------- \| ------------- \| ------ \| ------------- \| \| \| Mister Crimson \| Nathan Massol \| Joueur \| 29 mai 2024 \| |                |               |        |               |
| Nat. | Pseudo         | Nom           | Rôle   | Date d'entrée |
| | Mister Crimson | Nathan Massol | Joueur | 29 mai 2024   |

## Palmarès
Cette section ne s'appuie pas, ou pas assez, sur des sources secondaires ou tertiaires indépendantes du sujet. Le texte peut contenir des analyses inexactes ou inédites de sources primaires.
Pour l'améliorer, ajoutez-en, ou placez des modèles {{Source secondaire souhaitée}} ou {{Source secondaire nécessaire}} sur les passages mal sourcés. (avril 2024)

### Teamfight Tactics
| Date de fin      | Tournoi                                       | Joueurs                     | Emplacement          | Classement     | Gains cumulés |
| ---------------- | --------------------------------------------- | --------------------------- | -------------------- | -------------- | ------------- |
| 14 mars 2022     | Rising Legends: Gizmos & Gadgets - GSC #3     | Magarky & Pas De Bol        | Online               | 4e & 28e       | 375 €         |
| 27 mars 2022     | Rising Legends: Gizmos & Gadgets - Finals     | Un33D & Pas De Bol          | Online               | 8e & 22e       | 1 900 €       |
| 30 avril 2022    | Gizmos & Gadgets Championship                 | Un33D                       | Online               | 16e            | 7 000 $       |
| 1er juin 2022    | PBE Clash: Dragonlands                        | Pas de Bol & Un33D          | Online               | 2e & 22e       | 925 $         |
| 19 juin 2022     | NémaCup #7                                    | Pas de Bol, Un33D & Magarky | Online               | 2e, 3e & 15e   | 500 €         |
| 9 juillet 2022   | Rising Legends: Dragonlands - GSC #1          | Un33D                       | Online               | 32e            | 100 €         |
| 15 juillet 2022  | MGG Series                                    | Un33D                       | Paris                | 1er            | 2 500 €       |
| 1er août 2022    | Hex League: Split 1 2022                      | Pas De Bol, Magarky & Un33D | Online               | 2e, 7e & 11e   | 2 500 €       |
| 14 août 2022     | Rising Legends: Dragonlands - GSC #2          | Pas De Bol                  | Online               | 4e             | 500 €         |
| 2 septembre 2022 | Rising Legends: Dragonlands - Superbrawl      | Pas De Bol                  | Online               | 21e            | 100 €         |
| 9 octobre 2022   | Rising Legends: Dragonlands - GSC #3          | Un33D, Pas De Bol & Magarky | Online               | 10e, 16e & 28e | 500 €         |
| 31 octobre 2022  | Hex League: Split 2 2022                      | Pas De Bol, Magarky & Un33D | Online / Lyon        | 4e, 8e & 10e   | 1 200 €       |
| 5 novembre 2022  | Rising Legends: Dragonlands - Finals          | Pas De Bol & Un33D          | Online               | 24e & 26e      | 300 €         |
| 13 novembre 2022 | Lyon e-Sport 2022                             | Pas De Bol, Un33D & Magarky | Lyon                 | 6e, 10e & 19e  | 650 €         |
| 27 novembre 2022 | ESG Sport Star Cup #1                         | Magarky, Un33D & Pas De Bol | Toulouse             | 1er, 3e & 6e   | 3 150 €       |
| 5 février 2023   | Rising Legends: Monsters Attack - GSC #1      | Pas De Bol & Magarky        | Online               | 32e & 46e      | 100 €         |
| 13 février 2023  | Hex League: Set 8                             | Magarky, Pas De Bol & Un33D | Online / Lyon        | 4e, 5e & 12e   | 1 500 €       |
| 12 mars 2023     | Rising Legends: Monsters Attack - GSC #2      | Pas De Bol & Magarky        | Online               | 4e & 79e       | 850 €         |
| 15 avril 2023    | Rising Legends: Monsters Attack - GSC #3      | Pas De Bol & Magarky        | Online               | 59e & 68e      | -             |
| 25 avril 2023    | Hex League: Set 8.5                           | Pas De Bol, Magarky & Un33D | Online / Lyon        | 1er, 10e & 12e | 3 500 €       |
| 15 mai 2023      | Rising Legends: Monsters Attack - Finals      | Pas De Bol                  | Online               | 15e            | 800 €         |
| 16 juillet 2023  | Rising Legends: Runeterra Reforged - GSC #1   | Pas De Bol                  | Online               | 112e           | -             |
| 24 juillet 2023  | Hex League: Set 9                             | Pas De Bol, Magarky & Un33D | Online               | 9e, 12e & 13e  | -             |
| 13 août 2023     | Rising Legends: Runeterra Reforged - GSC #2   | Magarky                     | Online               | 69e            | -             |
| 7 octobre 2023   | Rising Legends: Runeterra Reforged - GSC #3   | Pas De Bol                  | Online               | 33e            | -             |
| 16 octobre 2023  | Hex League: Set 9.5                           | Pas De Bol & Un33D          | Online / Montpellier | 6e & 16e       | 600 €         |
| 23 octobre 2023  | Bussy Esport Masters 2023                     | Pas De Bol                  | Bussy-Saint-Georges  | 3e             | 300 €         |
| 12 novembre 2023 | Iguana PBE Masters: 1st Edition               | Pas De Bol                  | Online               | 25e            | -             |
| 10 décembre 2023 | TFT Vegas Open                                | Pas De Bol                  | Las Vegas            | 64e            | 675 $         |
| 17 décembre 2023 | Hex Tour: Set 10 - Ultimate Maestro           | Pas De Bol                  | Online               | 31e            | -             |
| 13 janvier 2024  | Rising Legends: Remix Rumble - GSC #1         | Pas De Bol                  | Online               | 42e            | -             |
| 15 janvier 2024  | TFT Open Championship 7: Mid-Set Invitational | Pas De Bol                  | Online               | 19e            | -             |
| 28 janvier 2024  | Hex Tour: Fresh Cup                           | Pas De Bol                  | Online               | 1er            | 2 500 €       |
| 10 février 2024  | Rising Legends: Remix Rumble - GSC #2         | Pas De Bol                  | Online               | 34e            | -             |
| 18 février 2024  | Hex Tour: Coupe de France                     | Pas De Bol                  | Online               | 11e            | -             |
| 17 mars 2024     | Iguana PBE Masters: 2nd Edition               | Pas De Bol                  | Online               | 31e            | -             |
| 1er avril 2024   | Hex Tour: Set 11 - LAN Gamers Assembly        | Pas De Bol & Opale          | Poitiers             | 3e & 8e        | 210 €         |
| 7 avril 2024     | Rising Legends: Inkborn Fables - CAGGTUS LAN  | Opale & Pas De Bol          | Leipzig              | 18e & 20e      | 300 €         |
| 15 avril 2024    | Hex Tour: Set 11 - Gamers Assembly            | Pas De Bol & Opale          | Online               | 3e & 26e       | 300 €         |
| 28 avril 2024    | Rising Legends: Inkborn Fables - GSC #1       | Pas De Bol & Opale          | Online               | 10e & 40e      | 250 €         |
| 13 mai 2024      | Hex Tour: NémaCup                             | Pas De Bol & Opale          | Online               | 6e & 16e       | -             |
| 24 mai 2024      | Rising Legends: Inkborn Fables - GSC #2       | Opale & Pas De Bol          | Online               | 40e & 96e      | -             |
| 31 mai 2024      | TFT Open Championship 8: Summit Invitational  | Pas De Bol                  | Online               | 1er            | 8 294,20 $    |
| 2 juin 2024      | King Of Fields 95 #4                          | Pas De Bol & Opale          | Eaubonne             | 13e & 45e      | -             |
| 9 juin 2024      | Hex Tour: Set 11 - Coupe de France            | Opale & Pas De Bol          | Online               | 5e & 11e       | 700 €         |
| 9 juin 2024      | Esports World Cup 2024: EMEA Closed Qualifier | Opale                       | Online               | 1er            | 700 €         |
| 23 juin 2024     | Rising Legends: Inkborn Fables - GSC #3       | Opale & Pas De Bol          | Online               | 11e & 124e     | 250 €         |
| 7 juillet 2024   | Rising Legends: Inkborn Fables - Finals       | Opale & Pas De Bol          | Online               | 17e & 31e      | 750 €         |

- Dernière mise à jour : 20 juillet 2024.

### League of Legends
| Date de fin     | Tournoi                                  | Joueurs                                                     | Emplacement                   | Classement | Gains   |
| --------------- | ---------------------------------------- | ----------------------------------------------------------- | ----------------------------- | ---------- | ------- |
| 16 mars 2023    | LFL 2023 Spring Split - Saison Régulière | Lot, SkewMond, Eika, Shiganari, Hantera / xani & Chama      | Online / Boulogne-Billancourt | 2e         | -       |
| 30 mars 2023    | LFL 2023 Spring Split - Playoffs         | Lot, SkewMond, Eika, Shiganari, Hantera / xani & Chama      | Online                        | 3e         | 3 000 € |
| 14 avril 2023   | EMEA Masters Spring - Main Event         | Lot, SkewMond, Eika, Shiganari, Hantera / xani & Chama      | Online                        | 12e-13e    | 3 250 € |
| 27 juillet 2023 | LFL 2023 Summer Split - Saison Régulière | Lot, SkewMond, Eika, Shiganari, Hantera / xani & Chama      | Online / Nice                 | 5e         | -       |
| 2 août 2023     | LFL 2023 Summer Split - Playoffs         | Lot, SkewMond, Eika, Shiganari, Hantera / xani & Chama      | Online                        | 6e         | 1 000 € |
| 3 octobre 2023  | La Banque Postale Coupe de France 2023   | Lot, SkewMond, Eika, Shiganari, Hantera / xani & Chama      | Online                        | 5e-8e      | 500 €   |
| 14 mars 2024    | LFL 2024 Spring Split - Saison Régulière | Agresivoo, Ryuzaki, Nafkelah, Hid0, Veignorem / Chama       | Online / Nice                 | 10e        | -       |
| 18 juillet 2024 | LFL 2024 Summer Split - Saison Régulière | Badlulu, Citrus, Naehyun, Nafkelah, BEAN, Veignorem / Chama | Online                        | 10e        | -       |

- Dernière mise à jour : 20 juillet 2024.

### Street Fighter
| Date de fin     | Tournoi                                                   | Joueurs        | Emplacement | Classement | Gains   |
| --------------- | --------------------------------------------------------- | -------------- | ----------- | ---------- | ------- |
| 2 juin 2024     | DreamHack Dallas 2024                                     | Mister Crimson | Dallas      | 33e-48e    | -       |
| 8 juin 2024     | PlayStation Tournaments: Road to EVO 2024 - SF6 EU Finals | Mister Crimson | Paris       | 1er        | 3 000 € |
| 14 juillet 2024 | The MIXUP 2024                                            | Mister Crimson | Lyon        | 17e-24e    | -       |

- Dernière mise à jour : 20 juillet 2024.